# Jardín Botánico de Sannois des Plantes Médicinales
El Jardín Botánico de Sannois des Plantes Médicinales (en francés: Jardin botanique de Sannois des Plantes Médicinales) es un conservatorio de plantas y jardín botánico sin ánimo de lucro, en Sannois, Francia.

## Localización
Jardin botanique de Sannois des Plantes Médicinales 23, rue Alphonse Duchesne, Sannois, Val-d'Oise, Île-de-France France-Francia.
Planos y vistas satelitales.48°58′19.92″N 2°15′28.08″E / 48.9722000, 2.2578000
Se encuentra abierto los sábados por la mañana en los meses cálidos del año, la entrada es gratuita.  

## Historia
El jardín botánico fue fundado en 1978 por un grupo de amantes de la naturaleza, los denominados por ellos mismos como Découverte et Connaissance de la Nature 95, e inaugurado en 1986.

## Colecciones botánicas
Alberga una colección de hierbas medicinales entre las que se incluyen angelica, mejorana, orégano,..